# Henry Taylor
Henry Taylor, född 16 december 1932 i Shefford, Bedfordshire, död 24 oktober 2013 i Vallauris, Alpes-Maritimes, var en brittisk racerförare.

## Racingkarriär
Taylor var framgångsrik med mindre formelbilar under 1950-talet och körde även sportvagnsracing innan han började med formel 1. Han deltog i elva F1-lopp med en fjärdeplats i Frankrikes Grand Prix 1960 som bästa resultat. Från formel 1 gick han över till rally och standardvagnsracing med Ford. Efter att ha avslutat förarkarriären 1965 blev han chef för Fords tävlingsverksamhet.

## F1-karriär
| Säsong | Stall/Tillverkare                       | Poäng | Placering |
| ------ | --------------------------------------- | ----- | --------- |
| 1959   | RHH Parnell (Cooper T51)                | 0     | -         |
| 1960   | Yeoman Credit Racing Team (Cooper T51)  | 3     | 19        |
| 1961   | Yeoman Credit Racing Team (Lotus 18/21) | 0     | -         |